# ینی‌کوی (بایبورد)
ینی‌کوی {{ترکی|Yeniköy) (به ارمنی: Մաղարա) یک منطقهٔ مسکونی در ترکیه است که در بایبورد واقع شده‌است. ینی‌کوی ۳۶ نفر جمعیت دارد.